# Spatenberg
Der Spatenberg ist ein kegelförmiger Kalksteinberg mit einer Höhe von 366,1 m ü. NHN am Südrand der Kreisstadt Sondershausen in Thüringen. Er trägt die Reste einer Burg König Heinrich IV. und den 1895 als Bismarckturm errichteten Spatenbergturm.

## Lage
Der Spatenberg ist ein Bergsporn am Nordostende des Dorn (411,2 m) und des Göldner (405,6 m) an der Nordabdachung der Hainleite südlich vom Stadtzentrum Sondershausens und westlich von dessen Stadtteil Jecha. Der komplett bewaldete Berg ist nur über zahlreiche Wanderwege zu erreichen.

## Spatenburg
Die Spatenburg hatte im Laufe der Zeit unterschiedliche Namen: Spartenburg, Ohlenburg, Olenburg, alte Burg, 1853: Spadensburg.
Bei der Wiederherstellung seiner Königsrechte am Ende der 1060er Jahre stieß Heinrich IV. auf den Widerstand des Adels in Sachsen und Thüringen. Auch die kleinen Lehnsträger machten sich durch Übergriffe bei den Bauern unbeliebt. Um 1070 errichtete Heinrich IV. eine Anzahl von Burgen im Harzgebiet, die bekannteste ist die Harzburg. 1073 wurde die Spatenburg erbaut. (Sie liegt 3 km östlich des Schlachtfeldes, auf dem König Heinrich I. 933 gegen die Ungarn kämpfte). 1073 belagerten die sächsisch-thüringischen Aufständischen erfolglos die Spatenburg. Heinrich IV. flüchtete von der Harzburg nach Worms in den Schutz rheinischer Bürgerschaften. Militärisch fand er von dort aber keine Unterstützung. So kam es zum Kompromissfrieden von Gerstungen (1074). Heinrich IV. musste der Zerstörung seiner Spatenburg zustimmen. Die Aufständischen verloren wegen Kirchenschändung auf der Harzburg die Unterstützung adliger Kreise. Bis 1075 konnte Heinrich IV. seine Position soweit stärken, dass er im selben Jahr die Sachsen unter Otto von Northeim bei Langensalza und im Oktober „bei Spier (nahe Sondershausen)“ vernichtend schlagen konnte.
Die Spatenburg wurde wieder aufgebaut. Als über Heinrich IV. von Papst Gregor VII. der Bann ausgesprochen wurde, kam es zu einer erneuten Zerstörung der Burg. Der nächste Wiederaufbau erfolgte im 12. Jahrhundert wahrscheinlich auf Veranlassung des Erzbischofs von Mainz. Es wird aus dieser Zeit der Ministeriale Berthold von Spatinberc erwähnt, der im Dienste der Landgrafen von Thüringen stand. Dann kam die Burg in den Besitz des Grafen von Anhalt, der zur gleichen Zeit ein Gut in Stockhausen hatte. 1263 gehen Gut und „castrum Spatenberg“ für 50 Mark Silber an den Grafen Heinrich II. von Hohnstein und am 9. April 1263 als Lehen an den Grafen von Weißensee. Da des Grafen Söhne gegen den deutschen König Adolf von Nassau Krieg führten und verloren, wurde 1295 die Spatenburg endgültig zerstört.
Die Grafen von Hohnstein, als Eigentümer der Burgruine, teilten 1312 ihren Besitz. Die Brüder Dietrich IV. und Heinrich V. erhielten die verwüstete Spatenburg. Heinrich V. wurde durch den Tod seines Bruders 1315 alleiniger Besitzer. Nach dessen Tode 1356 traten seine Schwiegersöhne Graf Heinrich XII. von Schwarzburg-Blankenburg und Graf Günther XII. von Schwarzburg die Erbschaft an. Im Auftrag von Graf Anton Heinrich von Schwarzburg erfolgten 1637 auf dem Burggelände Ausgrabungen. Über die Ergebnisse ist nichts bekannt. Die Burg blieb in Schwarzburger Hand bis zum Ende des Ersten Weltkrieges.
Von der Spatenburg sind heute an der Westseite zwei Wallgräben noch sichtbar.

## Bismarckturm

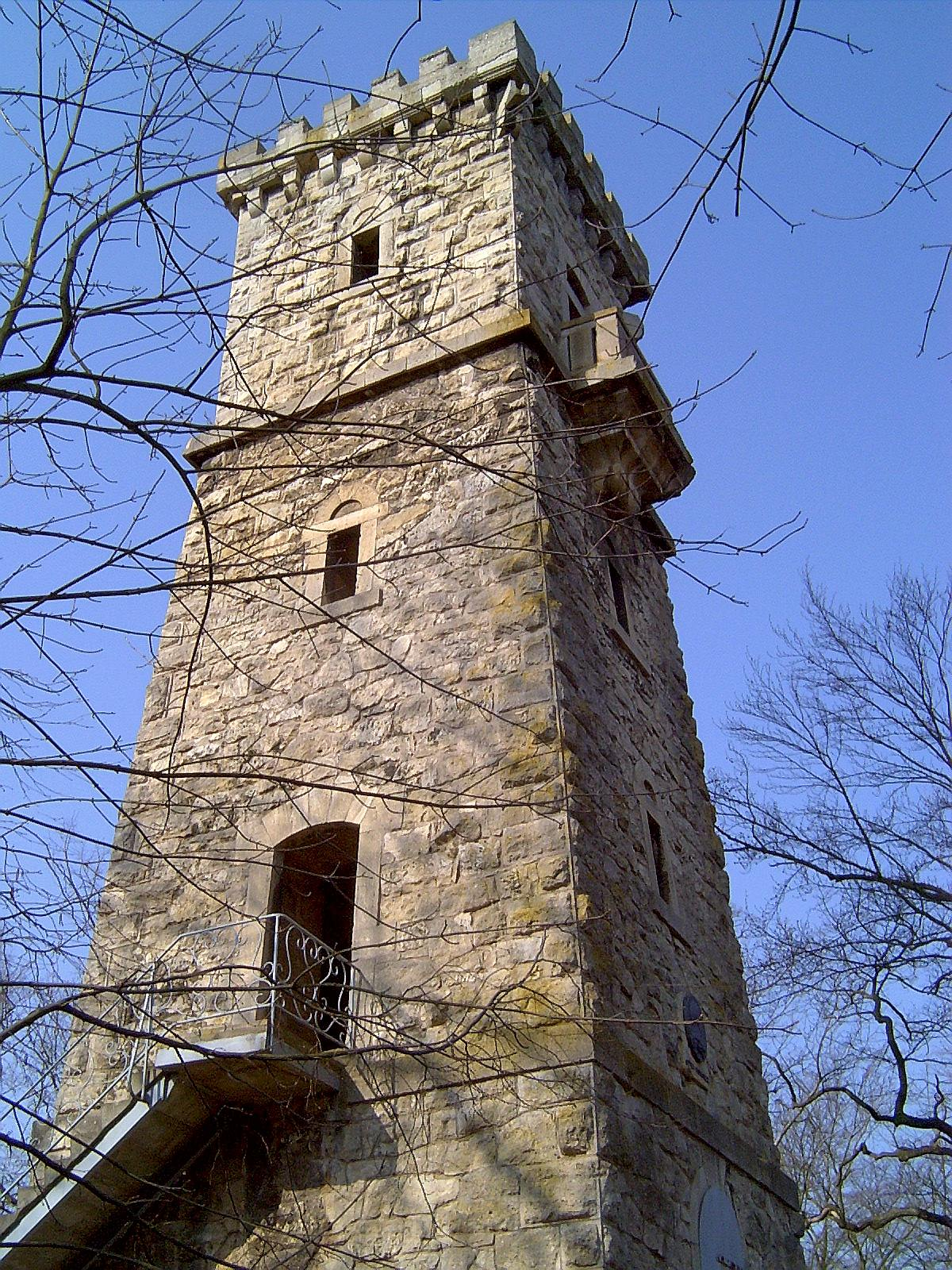
Bismarckturm Sondershausen. Blick von Nordosten

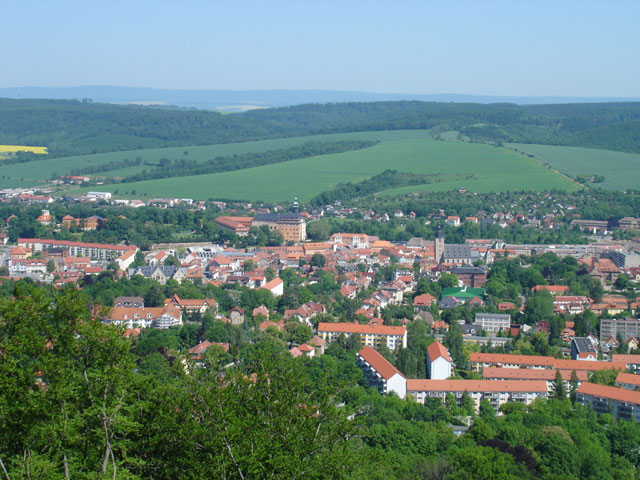
Blick vom Spatenberg auf Sondershausen

### Geschichte
Bereits 1845 wurde in Sondershausen über einen Plan diskutiert, auf dem Spatenberg einen Aussichtsturm zu errichten. In der Begeisterung nach der Reichsgründung 1871 entstanden an vielen Orten in Deutschland Bismarckdenkmäler. Aus Anlass des bevorstehenden 80. Geburtstages Bismarcks veröffentlichte die Sondershäuser Zeitung „Der Deutsche“ am 14. März 1895 einen Spendenaufruf von den Vorständen der Vereine Sondershausens: „ An überaus geeigneter Stelle, auf dem isoliert vorspringenden Bergkegel der „Olenburg“ im Wipperthal, hinübergrüßend nach dem von da aus vor Augen liegenden Kaiser Wilhelm-Denkmal auf dem Kyffhäuser soll ein Bismarckthurm errichtet werden“. Die Initiative ging vom Hofdruckereibesitzer aus. Durch die wesentliche Finanzierung eines Sondershäuser Arztes konnte innerhalb von 7 Monaten der Bismarckturm errichtet werden. Das Baumaterial kam aus dem unweit gelegenen Steinbruch des Totenberges. Am 10. November 1895 fand die feierliche Einweihung mit der anschließenden Dankesfeier im „Waldschlößchen“ statt. Es wurden in der Festrede Bismarcks und Luthers gedacht, der an diesem Tage Geburtstag hatte.
Der Turm war immer ein Ort politischer Demonstration. Auch als 1910 am 1. Mai für kurze Zeit die rote Fahne auf ihm gehisst wurde. Aus finanziellen Gründen übergaben die Vereine 1927 den Turm der Stadt.

### Bismarckturm wird Spatenbergturm
In den Jahren nach dem Zweiten Weltkrieg traten Verfallserscheinungen am Turm auf. Aus materiellen und politischen Gründen wurde eine Renovierung aufgeschoben. Er wurde baupolizeilich gesperrt. In den 1970er Jahren wollten die Kulturfunktionäre des Kreises den Turm für Besucher generell sperren, weil man von dort auf das Kasernengelände blicken konnte. Da der Name Bismarck im DDR-Geschichtsbild negativ belegt war, stieß auch die Turmbezeichnung bei den Funktionären auf Ablehnung. Um den Turm überhaupt noch benennen zu können, haben die Heimatfreunde im Kulturbund die Bezeichnung „Spatenbergturm“ eingeführt und eine Interessengemeinschaft gleichen Namens gegründet, die eine Renovierung des Turmes immer wieder zur Diskussion stellte. 1982 wurde der Turm unter Denkmalschutz gestellt. Er konnte 1985 von einer Feierabendbrigade aufwendig renoviert werden.

### Turmbeschreibung
Der Spatenbergturm steht auf der ebenen Fläche der ehemaligen Spatenburg. Er hat eine quadratische Grundfläche von 5,7 m Seitenlänge und eine Höhe von 19,50 m. Durch umlaufend hervorstehende Gesimsbänder ist er dreizonig gegliedert. Nach oben verläuft er konisch und endet an der Aussichtsplattform mit einem Zinnenkranz und Wasserspeiern. Das Massivmauerwerk besteht aus unregelmäßig bearbeiteten Natursteinflächen aus Kalkstein. Das Erdgeschoss ist an der Südseite durch eine schmiedeeiserne Tür verschlossen. Man erreicht das mittlere Stockwerk über eine Steintreppe auf Stahlträgern. Der weitere Aufstieg erfolgt über eine Steintreppe an den Innenwänden. An der Nordseite befindet sich ein schmaler Balkon. Die Plattform erreicht man durch einen 6-seitigen Mauerturm an der Südwestecke. Inzwischen ist das Besteigen des Turms allerdings wegen Absturzgefahr untersagt.